# 231-я штурмовая авиационная дивизия
231-я штурмовая авиационная Рославльская дивизия (231-я шад) — соединение Военно-Воздушных сил (ВВС) Вооружённых Сил РККА штурмовой авиации, принимавшее участие в боевых действиях Великой Отечественной войны.

## Наименования дивизии
- 203-я смешанная авиационная дивизия;
- 231-я штурмовая авиационная дивизия;
- 231-я штурмовая авиационная Рославльская дивизия;
- 12-я гвардейская штурмовая авиационная Рославльская дивизия;
- 12-я гвардейская штурмовая авиационная Рославльская Краснознамённая дивизия;
- 12-я гвардейская штурмовая авиационная Рославльская Краснознамённая ордена Богдана Хмельницкого дивизия;
- Полевая почта 10215.

## История и боевой путь дивизии
231-я штурмовая авиационная дивизия сформирована 24 мая 1942 года на основании Приказа НКО № 00101 от 23 мая 1942 года преобразованием 203-й смешанной авиационной дивизии.
Части дивизии в составе 1-й воздушной армии поддерживали войска Западного фронта на юхновском, гжатском и ржевском направлениях.
За образцовое выполнение заданий командования и проявленные при этом мужество и героизм Приказом народного комиссара обороны СССР № 0340 от 27.10.1944 г. дивизия переименована в 12-ю гвардейскую штурмовую авиационную Рославльскую дивизию.

## В действующей армии
В составе действующей армии:
- с 24 мая 1942 года по 24 октября 1942 года,
- с 12 ноября 1942 года по 4 января 1944 года,
- с 10 апреля 1944 года по 27 октября 1944 года.

## Командир дивизии
| Звание                  | Имя                          | Период                  | Примечание                  |
| ----------------------- | ---------------------------- | ----------------------- | --------------------------- |
| полковник               | Владимир Иванович Аладинский | 24.05.1942 — 10.10.1942 |                             |
| полковник               | Виноградов Николай Сергеевич | 11.10.1942 — 17.02.1943 | заместитель, ВРИО командира |
| подполковник, полковник | Чижиков Леонид Алексеевич    | 17.02.1943 — 27.10.1944 |                             |

## В составе объединений
| Дата          | Фронт (округ)        | Армия               | Корпус                                       | Примечания |
| ------------- | -------------------- | ------------------- | -------------------------------------------- | ---------- |
| 24.05.1942 г. | Западный фронт       | 1-я воздушная армия | -                                            | -          |
| 24.10.1942 г. | Резерв ВГК           | -                   | 2-й штурмовой авиационный корпус             | -          |
| 12.11.1942 г. | Калининский фронт    | 3-я воздушная армия | 2-й штурмовой авиационный корпус             | -          |
| 01.06.1943 г. | Западный фронт       | 1-я воздушная армия | 2-й штурмовой авиационный корпус             | -          |
| 04.01.1944 г. | Резерв ВГК           | -                   | 2-й штурмовой авиационный корпус             | -          |
| 10.04.1944 г. | 2-й Украинский фронт | 5-я воздушная армия | 2-й штурмовой авиационный корпус             | -          |
| 27.10.1944 г. | 2-й Украинский фронт | 5-я воздушная армия | 3-й гвардейский штурмовой авиационный корпус | -          |

## Части и отдельные подразделения дивизии
За весь период своего существования боевой состав дивизии претерпевал изменения:
| Период                  | Наименование                     | Вооружение                         |
| ----------------------- | -------------------------------- | ---------------------------------- |
| 30.05.1942 — 20.10.1942 | 775-й штурмовой авиационный полк | Ил-2                               |
| 01.06.1942 — 20.10.1942 | 625-й штурмовой авиационный полк | Ил-2                               |
| 05.06.1942 — 01.11.1942 | 289-й штурмовой авиационный полк | Ил-2, передан в 233-ю шад          |
| 12.09.1942 —            | 593-й штурмовой авиационный полк | Ил-2                               |
| 21.10.1942 — 03.01.1944 | 946-й штурмовой авиационный полк | Ил-2, передан в 196-ю шад          |
| 24.10.1942 — 27.10.1944 | 568-й штурмовой авиационный полк | Ил-2, переименован в 187-й гв. шап |
| 24.10.1942 — 27.10.1944 | 873-й штурмовой авиационный полк | Ил-2, переименован в 188-й гв. шап |
| 04.08.1943 — 27.10.1944 | 570-й штурмовой авиационный полк | Ил-2, переименован в 190-й гв. шап |

## Участие в операциях и битвах
- Ржевская битва:
  - Погорело-Городищенская операция — с 30 июля 1942 года по 23 августа 1942 года
- Великолукская операция с 24 ноября 1942 года по 20 января 1943 года
- Операция «Искра» (Операция по прорыву блокады Ленинграда), с 24 декабря 1942 года по 26 марта 1943 года
- Ржевско-Вяземская операция с 2 марта 1943 года по 31 марта 1943 года
- Орловская стратегическая наступательная операция «Кутузов» с 12 июля 1943 года по 18 августа 1943 года
- Смоленская стратегическая наступательная операция «Суворов» с 7 августа 1943 года по 2 октября 1943 года
  - Спас-Деменская наступательная операция с 7 августа 1943 года по 20 августа 1943 года
  - Ельнинско-Дорогобужская наступательная операция с 28 августа 1943 года по 6 сентября 1943 года
  - Смоленско-Рославльская Операция с 15 сентября 1943 года по 2 октября 1943 года
- Наступательная операция на Оршанском направлении, с 12 октября 1943 года по 2 декабря 1943 года
- Ясско-Кишиневская операция с 20 августа 1944 года по 29 августа 1944 года
- Дебреценская операция с 6 октября 1944 года по 28 октября 1944 года
- Бухарестско-Арадская наступательная операция с 30 августа 1944 года по 3 октября 1944 года

## Почётные наименования
- 231-й штурмовой авиационной дивизии 25 сентября 1943 года за отличия в боях при форсировании реки Днепр и овладении штурмом городов Смоленск — важнейшего стратегического узла обороны немцев на западном направлении, и Рославль — оперативно важным узлом коммуникаций и мощным опорным пунктом обороны немцев на могилевском направлении присвоено почётное наименование «Рославльская»[6].

## Присвоение гвардейских званий
За образцовое выполнение заданий командования и проявленные при этом мужество и героизм:
- 231-я штурмовая авиационная дивизия Рославльская 27 октября 1944 года переименована в 12-ю гвардейскую штурмовую авиационную Рославльскую дивизию.
- 568-й штурмовой авиационный полк 27 октября 1944 года переименован в 187-й гвардейский штурмовой авиационный полк.
- 873-й штурмовой авиационный полк 27 октября 1944 года переименован в 188-й гвардейский штурмовой авиационный полк.
- 570-й штурмовой авиационный полк 27 октября 1944 года переименован в 190-й гвардейский штурмовой авиационный полк.

## Благодарности Верховного Главнокомандующего
Верховным Главнокомандующим дивизии объявлены благодарности:
- За отличия в боях при форсировании реки Днепр и овладении штурмом городов Смоленск — важнейшего стратегического узла обороны немцев на западном направлении, и Рославль — оперативно важным узлом коммуникаций и мощным опорным пунктом обороны немцев на могилевском направлении[6].
- За отличие в боях при овладении городами Яссы, Тыргу-Фрумос и Унгены[7].
- За отличие в боях при овладении городам Дебрецен[8].

## Отличившиеся воины дивизии
- Коркоценко Дмитрий Игнатьевич, младший лейтенант, командир звена 873-го штурмового авиационного полка 231-й штурмовой авиационной дивизии 2-го штурмового авиационного корпуса 5-й воздушной армии 15 мая 1946 года удостоен звания Герой Советского Союза. Золотая Звезда № 8963.
- Лозоренко Борис Иванович, капитан, командир эскадрильи 568-го штурмового авиационного полка 231-й штурмовой авиационной дивизии 2-го штурмового авиационного корпуса 5-й воздушной армии 15 мая 1946 года удостоен звания Герой Советского Союза. Золотая Звезда № 9023.
- Москаленко Иван Ефимович, капитан, командир эскадрильи 946-го штурмового авиационного полка 231-й штурмовой авиационной дивизии 2-го штурмового авиационного корпуса 1-й воздушной армии 4 февраля 1944 года удостоен звания Герой Советского Союза. Золотая Звезда № 3550.
- Потапов Пётр Матвеевич, старший лейтенант, заместитель командира эскадрильи 873-го штурмового авиационного полка 231-й штурмовой авиационной дивизии 2-го штурмового авиационного корпуса 5-й воздушной армии 15 мая 1946 года удостоен звания Герой Советского Союза. Посмертно.
- Рытов Александр Иванович командир эскадрильи 946-го штурмового авиационного полка 231-й штурмовой авиационной дивизии 4-го штурмового авиационного корпуса 16-й воздушной армии 23 февраля 1945 года удостоен звания Герой Советского Союза. Посмертно.
- Феоктистов Сергей Алексеевич, капитан, командир эскадрильи 568-го штурмового авиационного полка 231-й штурмовой авиационной дивизии 2-го штурмового авиационного корпуса 5-й воздушной армии 15 мая 1946 года удостоен звания Герой Советского Союза. Золотая Звезда № 9127.